# Goldene Zwanziger
Goldene Zwanziger, niem. złote lata dwudzieste – okres historii Niemiec 1924–1929.
Jego odpowiednikami były „Années folles” we Francji i „Roaring Twenties” w USA.
Richard Tauber był w tych latach popularnym tenorem, występował w radiu. Tango „Całuję twoją dłoń, madame” w jego wykonaniu zainspirowała niemy, z elementami udźwiękowienia, film „Ich küsse Ihre Hand, Madame” z 1929.

## Film
W latach 1925–1926 powstał Metropolis Fritza Langa, pokazany w 1927.

## Sztuka
Znani malarze
- Max Beckmann
- Otto Dix
- Otto Griebel
- George Grosz (seria „Ecce Homo”)
- Jeanne Mammen
- Paul Klee („Brücke”)
- Christian Schad
- Max Klinger